# Le Macinelle
Le Macinelle è il nome di una dorsale dell'isola d'Elba situata alle pendici meridionali del Monte Capanne, a maggior quota del Col di Paolo e non distante dalle formazioni rocciose di Pietra Murata e di Masso alla Guata. Il toponimo, attestato dal XVIII secolo, deriva da macignella, diminutivo di macigna, arcaico termine che significa «piccolo masso». Il sito è noto soprattutto per la presenza di un vasto caprile documentato dal XVIII secolo, con due ricoveri (grottini) per la produzione di formaggi, edificati dal pastore Mamiliano Martorella intorno al 1930.

## Ambiente
La vegetazione è composta da macchia mediterranea caratterizzata da Erica arborea e Cistus monspeliensis.